# Basketiers'71
Basketiers'71 is een basketbalclub uit Zevenaar en is opgericht op 25 februari 1971. De club is lid van de Nederlandse Basketball Bond (NBB).
De oorspronkelijke naam was "Basketbal Club Zevenaar" en trainingen vonden plaats in sporthal Lentemorgen. Later verhuist de club naar sporthal Heerenmäten.
In 1972 wordt de naam gewijzigd in Basketiers. Doordat er in Amsterdam al een club met die naam bestaat wordt de officiële naam gewijzigd in Basketball Vereniging Zevenaar Basketiers ’71, afgekort tot Basketiers'71. Later heet het team kort Pelikan Basketiers ’71.
Na de promotie in 1991 van het eerste team bij de Heren (onder leiding van coach Anno Koning) komt het team voor het eerst uit in de Eredivisie van het Basketbal. De naam van de club wordt in die van sponsor Docshop verandert en de thuiswedstrijden vinden plaats in de Docshophal in Doesburg. De club krijgt versterking van twee Amerikaanse universiteitsbasketballers: Tommy Brown en Kevin Ellis. De kern van Basketiers blijft: Erik en Bert Krooshof, Ad Schepers, Peter van de Riet, Peter Chin, Peter Groenewold, Sander de Winkel en Antoin Beunk.
Docshop presteert redelijk maar door interne onrust zakt het team weer terug naar de Promotiedivisie. Daarna is het nooit meer teruggekeerd naar het hoogste niveau.
Geert Hammink heeft via Basketiers ‘71 de NBA gehaald.